# 1694 en musique classique
| \| • Retour à la chronologie générale de la musique classique • \| |
| Grèce • Rome • Haut Moyen Âge • VIIIe siècle • IXe siècle • Xe siècle • XIe siècle XIIe siècle • XIIIe siècle • XIVe siècle • XVe siècle • XVIe siècle • XVIIe siècle XVIIIe siècle • XIXe siècle • XXe siècle • XXIe siècle |
| • Retour à la chronologie générale de la musique classique • |

| Années en musique classique : 1691 - 1692 - 1693 - 1694 - 1695 - 1696 - 1697    |
| Décennies en musique classique : 1660 - 1670 - 1680 - 1690 - 1700 - 1710 - 1720 |

## Événements
- Circé, tragédie lyrique de Henry Desmarest.
- Céphale et Procris, tragédie lyrique d'Élisabeth Jacquet de la Guerre.
- Zenobia, regina de Palmireni, opéra de Tomaso Albinoni.
- André Campra est nommé maître de musique à Notre-Dame de Paris.

## Œuvres
- Come ye, Sons of Art away (Venez, fils de l’art), ode de Henry Purcell composée pour l’anniversaire de la reine Marie II d'Angleterre. Te Deum and Jubilate, de Henry Purcell.
- Hooglied Salomons, de Johannes Schenck.
- Konincklyke harpliederen, de Johannes Schenck.
- Zede- en harpgezangen met zangkunst verrykt, de David Petersen.

## Naissances

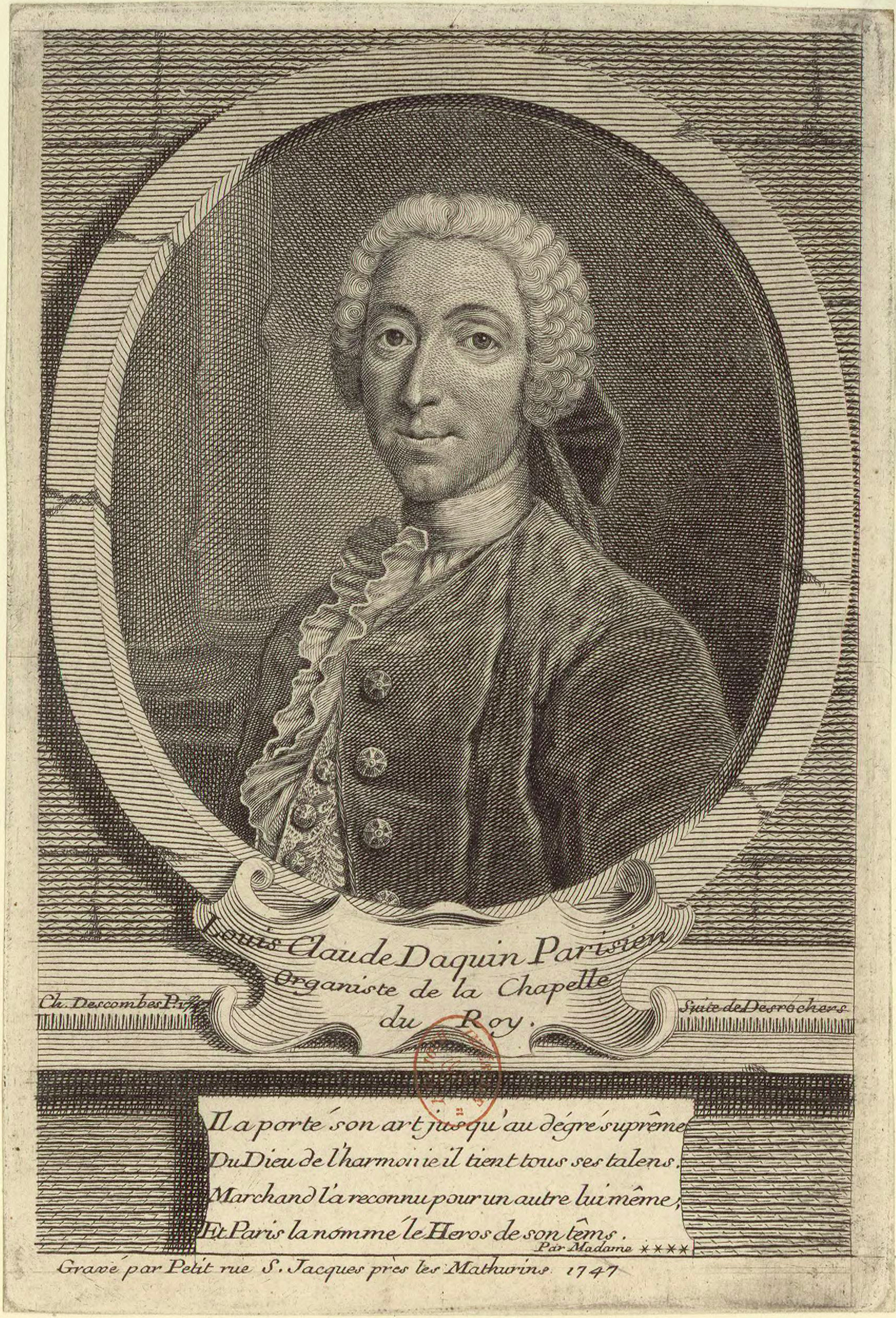
Louis-Claude Daquin.

- 4 juillet : Louis-Claude Daquin, compositeur français († 15 juin 1772).
- 5 août : Leonardo Leo, compositeur italien († 31 octobre 1744).
- 13 octobre : Pierre Chédeville, virtuose français de la musette de cour († 24 septembre 1725).
- 26 octobre : Johan Helmich Roman, compositeur, chef d'orchestre, violoniste, hautboïste suédois († 20 novembre 1758).

Date indéterminée :
- Pierre-Claude Foucquet, organiste et claveciniste français († 13 février 1772).

## Décès
- 11 mars : Jean-Nicolas Geoffroy, claveciniste et organiste français (° 1633).
- 17 mai : Johann Michael Bach I, compositeur membre de la famille Bach (° 9 août 1648).
- 17 juin : Louis Chein, compositeur français (° 1637).
- 13 octobre : Johann Christoph Pezel, compositeur allemand (° 5 décembre 1639).